# Rodolphe Bessaraba
Rodolphe Bessaraba dit le Noir  (en roumain : Radu Negru), est un prince  légendaire qui serait le fondateur de la principauté de Valachie aux dépens des Hongrois.

## Un prince mythique
Selon l'historien roumain du XIXe siècle, Mihail Kogălniceanu, le « prince Rodolphe le Noir » ou en roumain Radu Negru Vodă, quitte Făgăraș en 1241 et passe les Carpates avec « une foule d'officiers, de soldats et de peuple de religion grecque (i.e orthodoxe) à l'exception de quelques Saxons de Transylvanie ».
En 1245 il étend son pouvoir sur l'ensemble de la Valachie et il bâtit les villes de Pitești, Curtea de Argeș, Târgoviște et Bucarest. Il établit sa capitale à Curtea de Argeș. C'est lui qui aurait adopté pour les armoiries de sa principauté l'« 
Aigle romain ». Il meurt après 24 ans de règne en 1265
La légende de Radu Negru Vodă apparaît pour la première fois dans les annales de la famille Cantacuzino au XVIIe siècle et il semble qu'il s'agisse d'une confusion avec le prince historique Radu Ier bienfaiteur des églises de Câmpulung et de Curtea de Argeș les deux premières capitale de la principauté de Valachie au XIVe siècle.
L'historien français Alfred Rambaud assimile « Radu Negru » au voïvode historique Tihomir/Tugomir et le fait vivre vers 1290

## Une dynastie légendaire
Toujours selon l'ouvrage de Mihail Kogălniceanu après la mort de Rodolphe le Noir son successeur aurait été  son frère Michel Ier Basarab qui règne 19 ans jusqu'en 1284. Le trône revient ensuite à Dan Ier le fils du fondateur qui est tué en 1298.
Le trône de Valachie revient ensuite à un mystérieux Étienne Ier dit Maïlatu « de la famille de Basaraba » qui règne 27 ans et auquel succède en 1324 « Jean Ier Basarab »  que l'on identifie désormais avec le fondateur historique de la principauté de Valachie : Ion Basarab Ier en roumain Basarab Ier Întemeietorul.